# Pseudopanthera
Genre
Pseudopanthera est un genre de lépidoptères (papillons) de la famille des Geometridae, de la sous-famille des Ennominae.  

## Historique et dénomination
- Le  genre Pseudopanthera a été décrit par l’entomologiste allemand Jakob Hübner en 1823.

### Synonymie
- Venilia (Duponchel, 1829)
- Apolema (Hulst, 1896)[1]

## Taxinomie
Liste des espèces
Selon Catalogue of Life (27 février 2023) :
- Pseudopanthera chrysopteryx Wehrli, 1937
- Pseudopanthera flavaria (Leech, 1897)
- Pseudopanthera himaleyica (Kollar)
- Pseudopanthera invenustaria Leech, 1897
- Pseudopanthera lozonaria (Oberthür, 1893)
- Pseudopanthera macularia (Linnaeus, 1758) - seule espèce rencontrée en Europe
- Pseudopanthera oberthuri Alphéraky, 1895
- Pseudopanthera syriacata (Guenée)
- Pseudopanthera triangulum (Oberthür, 1886)